# Petasites pyrenaicus
Il  farfaraccio vaniglione (nome scientifico  Petasites pyrenaicus  (Loefl.) G.Lopez, 1896) è una specie di pianta angiosperma dicotiledone della famiglia delle Asteraceae (sottofamiglia Asteroideae).

## Etimologia
Il nome generico (Petasites) deriva da petàsos, un cappello a grandi falde usato dai viaggiatori del passato, e si riferisce alle grandi foglie di queste piante.. L'epiteto specifico (pyrenaicus = Pirenei) deriva da una delle areee di distribuzione della specie.
Il nome scientifico della specie è stato definito dai botanici Pehr Loefling (1729-1756) e Ginés Alejandro López González (1950-) nella pubblicazione " Anales del Jardin Botánico de Madrid" ( Anales Jard. Bot. Madrid 42(2): 323 ) del 1986.

## Descrizione

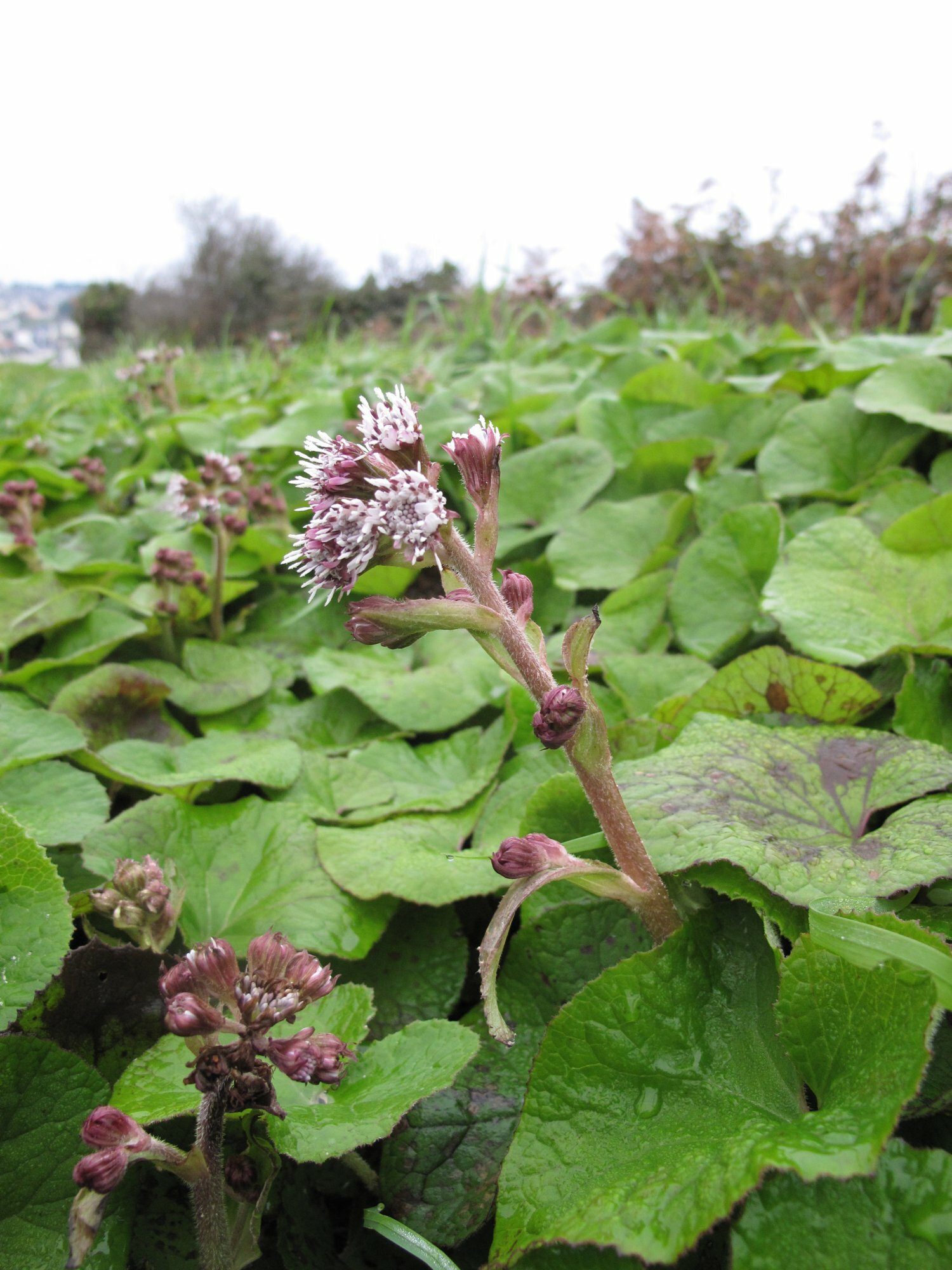
Il portamento

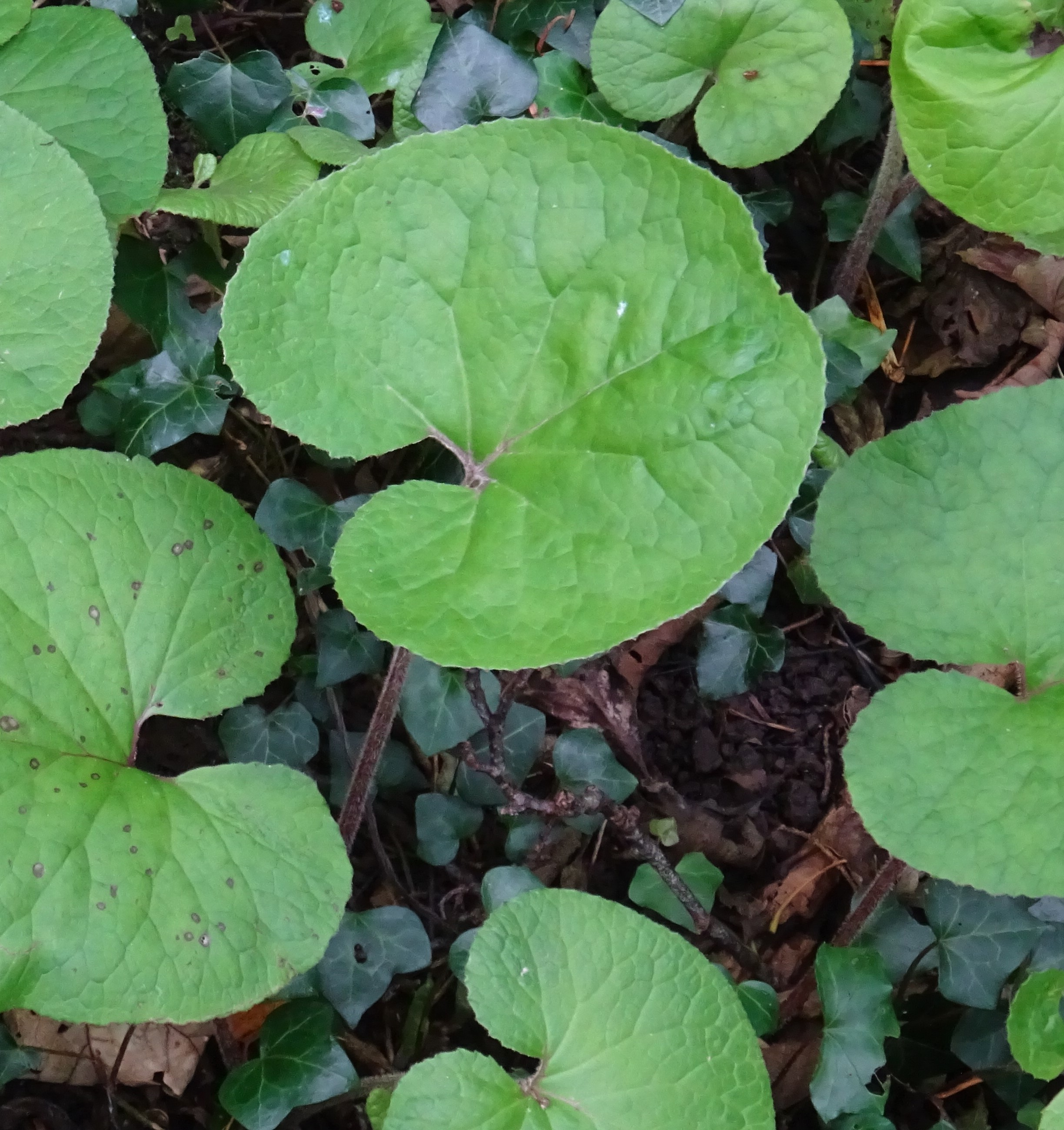
Le foglie

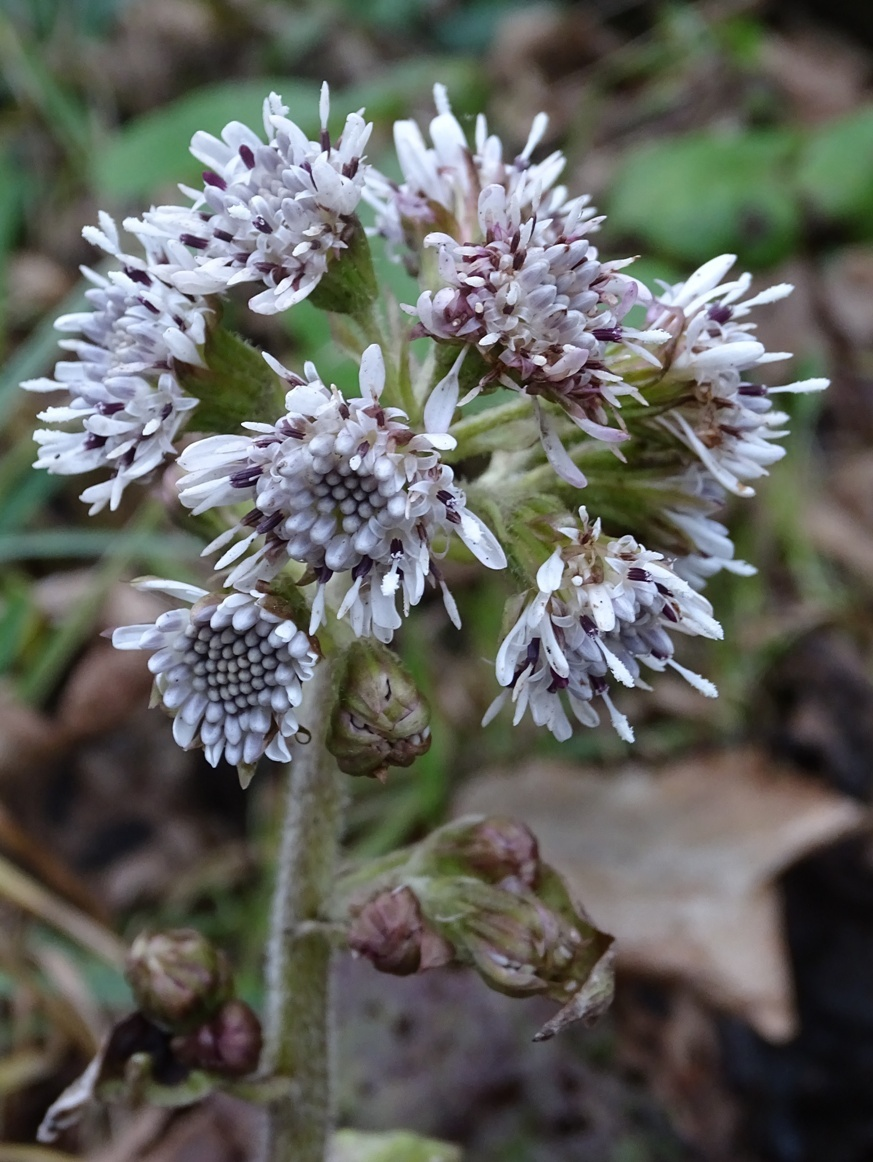
Infiorescenza

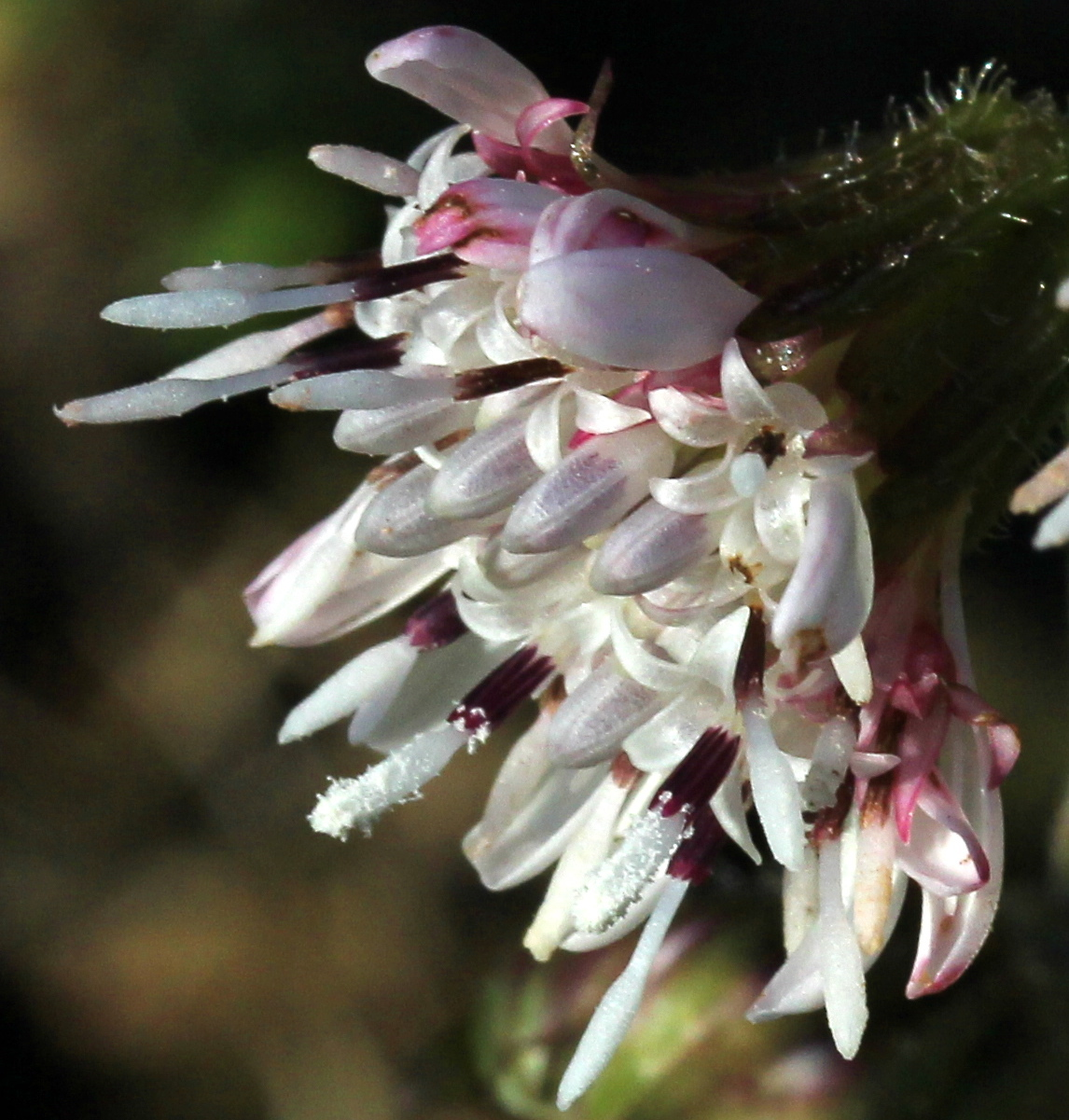
I fiori

Habitus. L'altezza di queste piante varia da 2 a 4 dm. La forma biologica è geofita rizomatosa (G rhiz); ossia sono piante perenni erbacee che portano le gemme in posizione sotterranea. Durante la stagione avversa non presentano organi aerei e le gemme si trovano in organi sotterranei chiamati rizomi, un fusto sotterraneo dal quale, ogni anno, si dipartono radici e fusti aerei (riproduzione vegetativa); altrimenti queste piante si possono riprodurre anche a mezzo seme. La pianta odora di vaniglia.
Radici. Le radici in genere sono secondarie da rizoma ingrossato.
Fusto.  I fusti aerei sono grossi e tubolosi (cavi) generalmente di colore bruno-arrossato. Il portamento è eretto e non sono ramificati. Nella parte iniziale dello sviluppo (fino alla fioritura) il fusto è ricoperto solamente da squame (le foglie sono contemporanee alla fioritura).
Foglie. Le foglie sono di due tipi: basali e caulinari e sono picciolate. Quelle basali sono grandi e a contorno cuoriforme o reniforme (6 – 20 cm) con bordi regolarmente dentati. Non sono discolori. Le foglie cauline sono progressivamente ridotte fino a formare delle guaine rigonfie (brattee cauline).
Infiorescenza. Le sinflorescenze sono formate da 5 - 20 capolini sub-sessili. La forma è un racemo ovale che poi alla fioritura si allunga. La struttura dei capolini (l'infiorescenza vera e propria) è quella tipica delle Asteraceae: un peduncolo (peloso-ghiandoloso) sorregge un involucro campanulato (o sub-cilindrico) composto da diverse brattee lineari e non tutte uguali, disposte in modo embricato in una o due serie che fanno da protezione al ricettacolo nudo (senza pagliette), piano o leggermente convesso, ma alveolato, sul quale s'inseriscono due tipi di fiori: i fiori femminili, quelli esterni ligulati, e i fiori ermafroditi, quelli centrali tubulosi. Dimensione dei capolini: 7 – 20 mm.
Queste piante sono fondamentalmente dioiche in quanto le infiorescenze (rispetto alla composizione dei capolini) possono essere di due tipi:
- Androdiname - piante maschili: alla periferia i fiori femminili sono pochi in un'unica serie; mentre nella zona centrale del disco i fiori ermafroditi sono pochissimi in quanto quasi sempre lo stilo è sterile e quindi in maggioranza i fiori risultano maschili; in queste piante inoltre il racemo si presenta più ovale e i fiori appassiscono subito dopo la fioritura.
- Ginodiname – piante femminili: alla periferia non sono presenti i fiori femminili, mentre nella zona centrale del disco la maggioranza è composta da fiori femminili e pochissimi fiori ermafroditi o maschili; in questo caso l'infiorescenza assomiglia di più ad una pannocchia allargata ed è più persistente (questo per dare il tempo agli ovari di trasformarsi in frutti).

Fiori.  I fiori (i tubulosi femminili periferici: 5 - 10) sono tetra-ciclici (formati cioè da 4 verticilli: calice – corolla – androceo – gineceo) e pentameri (calice e corolla formati da 5 elementi).
- Formula fiorale:

*/x K {\displaystyle \infty }, [C (5), A (5)], G 2 (infero), achenio
- Calice: i sepali del calice sono ridotti ad una coroncina di squame.
- Corolla: tutti i fiori (maschili - femminili) hanno delle corolle tubulari a 5 denti; solo quelli femminili in posizione radiale hanno la corolla sempre a tubo ma troncata obliquamente (o lievemente ligulata). Il colore dei fiori è bianco-rosea.
- Androceo: gli stami sono 5 con dei filamenti liberi. La parte basale del collare dei filamenti può essere dilatata. Le antere invece sono saldate fra di loro e formano un manicotto che circonda lo stilo. Le antere sono senza coda ("ecaudate") e alla base sono ottuse. La struttura delle antere è di tipo tetrasporangiato, raramente sono bisporangiate. Il tessuto endoteciale è radiale o polarizzato. Il polline è tricolporato (tipo "helianthoid").[13]
- Gineceo: lo stilo è unico, articolato con uno stimma filiforme o ovale e sporgente dal tubo corollino. Le superfici stigmatiche sono continue.  L'ovario è infero uniloculare formato da 2 carpelli.
- Antesi: da gennaio ad aprile.

Frutti. I frutti sono degli acheni con pappo. La forma degli acheni è sub-cilindrica; la superficie è percorsa da 5 - 10 coste longitudinali e può essere glabra o talvolta pubescente. Non sempre il carpoforo è distinguibile. All'apice è presente un pappo bianco candido formato da diversi peli lunghi (da 60 a 100), molli e denticolati.

## Biologia
Impollinazione: l'impollinazione avviene tramite insetti (impollinazione entomogama tramite farfalle diurne e notturne).

Riproduzione: la fecondazione avviene fondamentalmente tramite l'impollinazione dei fiori (vedi sopra).

Dispersione: i semi (gli acheni) cadendo a terra sono successivamente dispersi soprattutto da insetti tipo formiche (disseminazione mirmecoria). In questo tipo di piante avviene anche un altro tipo di dispersione: zoocoria. Infatti gli uncini delle brattee dell'involucro (se presenti) si agganciano ai peli degli animali di passaggio disperdendo così anche su lunghe distanze i semi della pianta. Inoltre per merito del pappo il vento può trasportare i semi anche a distanza di alcuni chilometri (disseminazione anemocora).

## Distribuzione e habitat

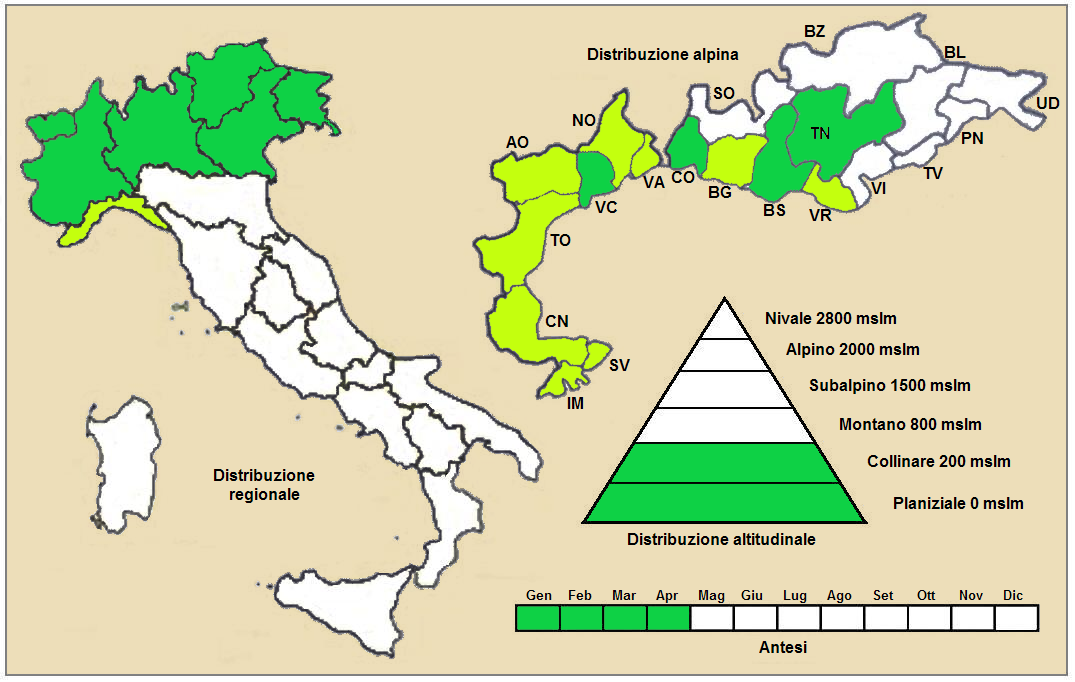
Distribuzione della pianta (Distribuzione regionale – Distribuzione alpina)

Geoelemento: il tipo corologico (area di origine) è  Centro-Mediterraneo, ma anche Euri-Mediterraneo.
Distribuzione: in Italia questa specie si trova in modo discontinuo e raro su tutto il territorio. Fuori dall'Italia, sempre nelle Alpi, questa specie si trova in Francia. Sugli altri rilievi collegati alle Alpi è presente nei Pirenei. Nel resto dell'Europa e dell'areale del Mediterraneo si trova in Grecia, Tunisia e Algeria.
Habitat: l'habitat preferito per queste piante sono le forre umide. Il substrato preferito è calcareo ma anche siliceo con pH neutro, medi valori nutrizionali del terreno che deve essere umido.
Distribuzione altitudinale: sui rilievi alpini, in Italia, queste piante si possono trovare fino a 800 m s.l.m.; nelle Alpi frequentano quindi i seguenti piani vegetazionali: collinare (oltre a quello planiziale).

### Fitosociologia

#### Areale alpino
Dal punto di vista fitosociologico alpino Petasites pyrenaicus appartiene alla seguente comunità vegetale:
Formazione: comunità perenni nitrofile.
Classe: Artemisietea vulgaris
Ordine: Galio-Alliarietalia

#### Areale italiano
Per l'areale completo italiano Petasites pyrenaicus appartiene alla seguente comunità vegetale:
Macrotipologia: vegetazione erbacea sinantropica, ruderale e megaforbieti.
Classe: Galio Aparines-Urticetea dioicae Passarge ex Kopecký, 1969
Ordine: Galio aparines-Alliarietalia petiolatae Oberdorfer ex Görs & Müller, 1969
Alleanza: Parietario judaicae-Arion italici Biondi et al., 2014
Descrizione. L'alleanza Parietario judaicae-Arion italici è relativa alle comunità erbacee perenni (soprattutto geofite ed emicriptofite), che si sviluppano su suoli profondi, ricchi di sostanza organica ed umidi (fortemente nitrificati in condizioni di forte antropizzazione), in climi mediterranei. L’alleanza è presente su buona parte della penisola italiana e probabilmente sulle isole maggiori.
Specie presenti nell'associazione: Galium aparine, Rubus ulmifolius, Theligonum cynocrambe, Mercurialis annua, Rubia peregrina, Urtica dioica, Urtica membranacea, Petasites pyrenaicus, Arum italicum, Symphytum tuberosum, Allium neapolitanum, Parietaria judaica.

## Tassonomia
La famiglia di appartenenza di questa voce (Asteraceae o Compositae, nomen conservandum) probabilmente originaria del Sud America, è la più numerosa del mondo vegetale, comprende oltre 23.000 specie distribuite su 1.535 generi, oppure 22.750 specie e 1.530 generi secondo altre fonti (una delle checklist più aggiornata elenca fino a 1.679 generi). La famiglia attualmente (2021) è divisa in 16 sottofamiglie; la sottofamiglia Asteroideae è una di queste e rappresenta l'evoluzione più recente di tutta la famiglia.

### Filogenesi
Il genere di questa voce appartiene alla sottotribù Tussilagininae della tribù Senecioneae (una delle 21 tribù della sottofamiglia Asteroideae). La sottotribù descritta in tempi moderni da Bremer (1994), dopo le analisi di tipo filogenetico sul DNA del plastidio (Pelser et al., 2007) è risultata parafiletica con le sottotribù Othonninae e Brachyglottidinae annidiate al suo interno. Attualmente con questa nuova circoscrizione la sottotribù Tussilagininae s.s. risulta suddivisa in quattro subcladi.
Il genere di questa voce appartiene a un subclade abbastanza ben supportato comprendente i generi Endocellion, Homogyne, Petasites e Tussilago. Questi generi prediligono climi temperato/boreali in areali prevalentemente settentrionali e con una distribuzione eurasiatica con un unico rappresentante nel Nord America, vale a dire il polimorfo Petasites frigidus.
La specie  Petasites pyrenaicus è individuata dai seguenti caratteri:
- le foglie non sono discolori e sono regolarmente dentate sui margini;
- dimensione delle foglie: 6 - 20 cm:
- numero capolini: da 5 a 20;
- fiori femminili periferici: da 5 a 10 (hanno una breve ligula rosea).

Il numero cromosomico della specie è 2n = 58, 59, 60 e 61.

### Sinonimi
Sono elencati alcuni sinonimi per questa entità:
- Tussilago pyrenaica Loefl.
- Cacalia alliariifolia  Poir.
- Nardosmia denticulata  Cass.
- Nardosmia fragrans  (Vill.) Rchb.
- Nardosmia racemosa  Pasq.
- Petasites fragrans  (Vill.) C.Presl
- Tussilago fragrans  Vill.
- Tussilago racemosa  Tausch
- Tussilago suaveolens  Desf.